# Maja Salvador
Maja Salvador   (Aparri, 5 d'octubre de 1988) Maja Ross Andrés Salvador és una cantant, actriu, ballarina filipina. La seva mare és Thelma Andres mentre que el seu pare, Ross Rival, era un antic actor. Salvador és membre d'una família d'actors que inclou el seu pare, Ross Ross i l'oncle Phillip Salvador.
L'any 2011, Salvador va coproduir i interpretar el paper principal de la pel·lícula   Thelma , que li va valer el Premi Gawad Urian i el premi de l'Acadèmia de Cinema de les Filipines a la millor actriu.
Va obtenir èxits posteriors i premis pels seus papers a les sèries de televisió Nagsimula sa Puso, Minsan Lang Kita Iibigin,Ina, Kapatid, Anak, The Legal Wife, Bridges of Love i Ang FPJ's Probinsyano. El 2017, Salvador va guanyar protagonisme pel seu paper de Lily Cruz / Ivy Aguas a Wildflower on va ser aclamada per la crítica i va guanyar premis nacionals i internacionals. La seva aclamació per la crítica va ser seguida pel seu paper de Camila de la Torre a   The Killer Bride .
El 2021, després de divuit anys sota Star Magic, Salvador va deixar la companyia per establir la seva pròpia agència de talent anomenada Crown Artist Management.